# Nosopsyllus sinaiensis
Nosopsyllus sinaiensis är en loppart som beskrevs av Smit 1960. Nosopsyllus sinaiensis ingår i släktet Nosopsyllus och familjen fågelloppor. Inga underarter finns listade i Catalogue of Life.